# Randers Amtsavis
Randers Amtsavis, grundlagt 3. juli 1810, er et regionalt dagblad, som dækker Kronjylland – Randers, Mariagerfjord, Norddjurs, Syddjurs og Favrskov kommuner.
Historisk har Randers Amtsavis været en konservativ avis, men definerer sig i dag som en uafhængig borgerlig avis.
I 1998 fusionerede Randers Amtsavis og søsteravisen Dagbladet Djursland med Århus Stiftstidende, hvilket afstedkommer en række omlægninger af Randers Amtsavis, herunder nyt layout, som avisen stadig bruger. Layoutet er i øvrigt det samme som de øvrige Stiftstidender (Nordjyske og Fyens) og JydskeVestkysten bruger. Dagbladet Djursland lukker 1. november 2001. Lokalstoffet fra Djursland er fremover at finde i både Randers Amtsavis og Århus Stiftstidende.
I forbindelse med fusionen lanceres Randers Amtsavis i en søndagsudgave. Den ophører imidlertid allerede i 2002, hvor man ligeledes ophører med at dække det nordligste af avisens område, hvilket betyder at lokalredaktionerne i Hadsund og Hobro lukkes. Områderne dækkes nu kun af Nordjyske Stiftstidende. I 2002 nedlægges desuden ugeavisen Randers Posten, og Randers Amtsavis' onsdagsudgave bliver fremover omdelt til de fleste husstande i avisens dækningsområde.
Randers Amtsavis udkommer ifølge Dansk Oplagskontrol i 12.532 eksemplarer (1. kvartal 2006), mens onsdagsudgaven udkommer i 46.058 eksemplarer.